# Bathydrilus connexus
Bathydrilus connexus är en ringmaskart som beskrevs av Erséus 1988. Bathydrilus connexus ingår i släktet Bathydrilus och familjen glattmaskar. Inga underarter finns listade i Catalogue of Life.